# 아내 (드라마)
《아내》는 2003년 1월 6일부터 2003년 7월 1일까지 방영된 한국방송공사 월화드라마로, 1983년 KBS가 방영한 동명의 드라마를 리메이크한 작품이다.

## 줄거리
기억을 잃은 남자가 자신을 보살펴준 여자와 결혼을 하지만 기억이 돌아오고 자신에게는 가정이 있었다는 사실을 알게 되고 어느 쪽을 버릴 수 없는 상황에 놓이며, 그 남자와 두 아내의 삼각 구도를 다룬 멜로 드라마다.

## 등장 인물

### 주요인물
- 유동근 : 한상진 / 민영태 역
- 김희애 : 김나영 역 - 상진의 아내
- 엄정화 : 서현자 역 - 영태의 아내
- 정보석 : 남현필 역 - 동남건설 전무

### 상진 주변
- 김용림 : 송씨 역 - 상진의 어머니
- 송채환 : 한상희 역 - 상진의 동생
- 김승수 : 한상호 역 - 상진의 동생
- 문근영 : 한민주 역 - 상진과 나영의 딸, 중학교 2학년
- 이지은 : 한다희 역
- 김성은 : 상호의 연인 역
- 이유리 : 김윤주 역 (중도하차)

### 현자 주변
- 신구 : 서씨 역 - 현자의 의붓아버지
- 정은표 : 박달수 역 - 영란의 남편
- 이병준 : 민은표 역 - 영태과 현자의 아들
- 김상순 : 양동팔 역 - 서울리조트 기관실 관리인
- 윤미라 : 금촌댁 역 - 활달하고 쾌활한 과부
- 윤지숙 : 영란 역 - 금촌댁의 딸

### 나영 주변
- 허윤정 : 정성숙 역 - 나영의 대학 선배이자 사업 파트너
- 김종결 : 김중원 역
- 황준원 : 양길중 역

## 수상
- 2003년 제39회 백상예술대상 TV부문 여자최우수연기상 김희애
- 2003년 KBS 연기대상 우수연기상 엄정화

## 연장
- 아내 방영 분량이 50부작에서 2회 연장되어 52부작으로 변경 및 확정되다.

## 참고 사항
- 당초 <두 아내>란 제목이 거론됐으나 불륜을 연상시켜 공영방송 KBS와 이미지가 부합되지 않는다는 점을 들어 <아내>로 최종 결정됐다.
- 1999년 MBC <하나뿐인 당신> 이후 브라운관을 떠난 김희애의 안방극장 복귀작이었으나[2] 주연 작품으로 치자면 1995년 MBC <연애의 기초> 이후[3] 8년 만이었다.
- 김승수가 맡았던 한상호 역은 당초 이서진이 낙점됐으나 MBC 사전제작 드라마 <다모>와 SBS <생방송 세븐데이즈> MC에 잇달아 캐스팅되어[4] 고사했다.
- 엄정화는 1998년 막을 내린 SBS <아름다운 죄> 이후 5년만에 안방극장 복귀를 했다[5].
- 철저한 남자중심, 남자의 시각에서 만들어졌으며 남성 위주 구도에서 벗어나지 못했다는 비판을 받았다[6].
- 월화드라마는 <신고합니다> (1996년작) 이후 <고독> (2002년작)까지 미니시리즈 형식으로 진행되었지만 출연료 부담이나 섭외의 어려움 등으로 미니시리즈가 취약해지자, KBS는 해당 작품을 장기간인 6개월 간 방송하기로 결정하였다.[7]
- 유동근(한상진 역)은 해당 작품 이후 KBS를 떠났다가 2014년 1TV 주말 대하사극 《정도전》으로 KBS 복귀를 했다.[8]